# Chae Min-seo
Chae Min-seo (nascida Jo Soo-jin, em 16 de março de 1981) é uma atriz sul-coreana. Chae fez sua estreia de atuação em 2002 com o filme Champion e desde então desempenhou papéis de protagonista no filme de terror The Wig e no filme independente Loner (2008), Vegetarian (2010), Sookhee (2014) e Young Mother: What's Wrong with My Age? (2015).